# Хиль, Брайан
Бра́йан Хиль Сальватье́рра (исп. Bryan Gil Salvatierra; 11 января 2001, Барбате, Испания) — испанский футболист, вингер английского клуба «Тоттенхэм Хотспур» и сборной Испании.

## Клубная карьера
Хиль — воспитанник клубов «Барбате» и «Севилья». В 2018 году для получения игровой практики Брайан начал выступать за дублирующий состав последних. 6 января 2019 года в матче против «Атлетико» он дебютировал в Ла Лиге. 25 апреля в поединке против «Райо Вальекано» Брайан забил свой первый гол за «Севилью». В начале 2020 года Хиль для получения игровой практики перешёл на правах аренды в «Леганес». 20 февраля в матче против «Сельты» он дебютировал за новую команду. 19 июля в поединке против мадридского «Реала» Брайан забил свой первый гол за «Леганес».
В октябре 2020 года Хиль перешёл на правах аренды в «Эйбар». 18 октября в матче против «Осасуны» он дебютировал за новый клуб. 3 января 2021 года в поединке против «Гранады» Брайан сделал «дубль», забив свои первые голы за «Эйбар».
В июле 2021 года Хиль перешёл в английский «Тоттенхэм Хотспур», подписав контракт до 2026 года. Сумма трансфера составила 25 млн евро. 29 августа в матче против «Уотфорда» он дебютировал в английской Премьер-лиге. В начале 2022 года для получения игровой практики Хиль был арендован «Валенсией». 6 февраля в матче против «Реал Сосьедада» он дебютировал за новую команду.

## Карьера в сборной
В 2018 года в составе юношеской сборной Испании Хиль принял участие в юношеского чемпионата Европы в Англии. На турнире он сыграл в матчах против команд Сербии, Нидерландов и Германии.
В 2019 года в составе юношеской сборной Испании Хиль выиграл юношеский чемпионат Европы в Армении. На турнире он сыграл в матчах против команд Армении, Италии, Франции и дважды Португалии.
В 2021 году в составе молодёжной сборной Испании Хиль принял участие в молодёжном чемпионате Европы 2021 в Венгрии и Словении. На турнире он сыграл в матче против команды Хорватии и Португалии.
15 марта 2021 года впервые получил вызов в сборную Испании главным тренером Луисом Энрике для участия в матчах отборочного турнира чемпионата мира 2022 года против сборных Греции, Грузии и Косова. 25 марта 2021 года дебютировал за сборную Испании в домашнем матче первого тура отборочного турнира чемпионата мира 2022 года против сборной Греции (1:1), выйдя на замену на 65-й минуте вместо Серхио Каналеса.
В 2021 году в составе олимпийской сборной Испании Хиль принял участие в летних Олимпийских играх 2020 в Токио. На турнире он сыграл в матчах против команд Египта, Австралии, Аргентины, Кот-д’Ивуара, Египта и Бразилии.

## Достижения
«Севилья»
- Победитель Лиги Европы (2): 2019/20, 2022/23

Испания (до 19)
- Победитель чемпионата Европы: 2019

Испания (до 23)
- Серебряный призёр Олимпийских игр: 2021